# Jonathan (manzana)
Jonathan es una variedad cultivar de manzano (Malus domestica).
Es originaria de la granja de Philip Rick, Woodstock, Condado de Ulster, Nueva York, Estados Unidos. Fue descrito por primera vez en 1826 por el juez Buel, que nombró a la manzana en honor a Jonathan Hasbrouck. Las frutas tienen una carne suave, de textura fina y bastante jugosa con un sabor dulce y bastante agradable.

## Sinónimos
- "Djonathan",
- "Dzhonatan",
- "Dzonetn",
- "Esopus Spitzenberg (New)",
- "Johnathan",
- "King Philip",
- "King Philipp",
- "Philip Rick",
- "Pomme Jonathan",
- "Ulster",
- "Ulster Seedling".[4]

## Historia
Todos los expertos reconocen que 'Jonathan' probablemente fue una plántula de semillas de 'Esopus Spitzenburg' descubierta en la granja de Philip Rick en Woodstock, Condado de Ulster, Nueva York (EE. UU.) En los primeros años de 1800 y que Jonathan Hasbrouck llamó la atención de la "Albany Horticultural Society" en 1826. Después de lo cual, dicen algunos, la manzana fue nombrada posteriormente. Otra versión sugiere que creció a partir de semillas recolectadas por Rachel Higley en una fábrica de sidra en Connecticut y plantadas cuando ella y su esposo Jonathan se instalaron en Ohio.
'Jonathan' se cultiva en la National Fruit Collection con el número de accesión: 1979-164 y Accession name: Jonathan. También se cultiva en la colección de variedades de manzanas de sidra "Tidnor Wood National Collection® of Malus (Cider making)"

## Progenie
'Jonathan' es el padre semilla (parental-madre) de más de 40 cultivares diferentes y el padre polen (parental-padre) de 35 variedades adicionales o más.
'Jonathan' es el Parental-Madre de la variedades cultivares de manzana:
- Idared
- Prinses Irene
- Lucullus
- Prinses Marijke
- Jonadel
- Prinses Margriet
- Monroe

'Jonathan' es el Parental-Padre de la variedades cultivares de manzana:
- Idajon
- Karmijn de Sonnaville
- Prinses Beatrix
- Shinko
- Holiday
- Minjon
- Jonagold

'Jonathan' es origen de Desportes, nuevas variedades de manzana:
- Blackjon
- Jonared
- Kapai Red Jonathan.[4]

## Características

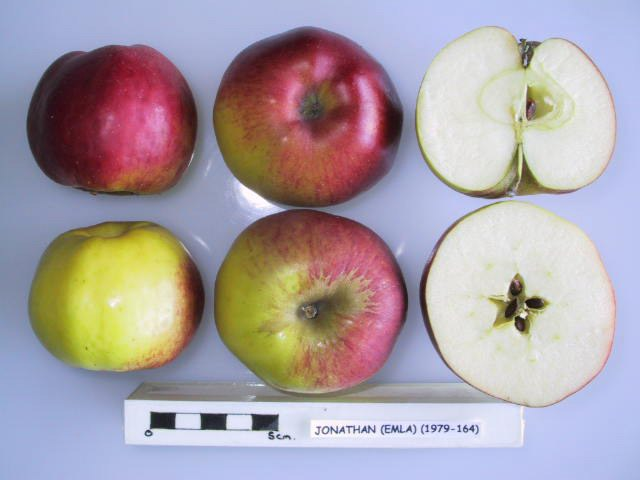
La Manzana 'Jonathan' seccionada.

'Jonathan ' árbol de extensión vertical, de vigor moderado. Tiene un tiempo de floración que comienza a partir del 7 de mayo con el 10% de floración, para el 12 de mayo tiene una floración completa (80%), y para el 15 de mayo tiene un 90% caída de pétalos.
'Jonathan ' tiene una talla de fruto de medio; forma globosa cónica, que tiende a forma oblonga; costillas acanaladas y la corona de cinco puntas es apenas perceptible; piel dura y lisa; color de fondo es amarillo pálido, importancia del sobre color alto, color del sobre color rojo, distribución del sobre color en chapa/rayas, presentando chapa que cubre aproximadamente tres cuartos con un brillante color carmesí, ligeramente a rayas; acusa punteado abundantes, pequeños, rojizos de color claro, el ruginoso puede ser frecuente en climas fríos o si se rocía fuertemente para el control de enfermedades, y una sensibilidad al "russeting" (pardeamiento áspero superficial que presentan algunas variedades) medio; pedúnculo de longitud media, delgado y colocado en una cavidad redonda; la carne es blanca, jugosa y agridulce, muy aromática.
Su tiempo de recogida de cosecha se inicia a principios de octubre.

## Usos
Una buena manzana de uso de postre fresca en mesa, y también en cocina.

## Ploidismo
Diploide, auto estéril. Grupo de polinización: C, Día 10.

## Susceptibilidades
- Oídio: ataque fuerte
- Moteado: ataque medio
- Fuego bacteriano: ataque medio
- Óxido del cedro y del manzano: ataque medio.[6]